# إنريكي مورينو (لاعب كرة قدم)
إنريكي مورينو (بالإسبانية: Enrique Moreno Bellver)‏ هو لاعب كرة قدم إسباني في مركز الدفاع، ولد في 6 سبتمبر 1963 في بلنسية في إسبانيا، وتوفي بنفس المكان في 8 فبراير 2012. شارك مع منتخب إسبانيا تحت 18 سنة لكرة القدم. أما مع النوادي، فقد لعب مع رايو فايكانو وريال بلد الوليد وفالنسيا ميستايا ونادي فالنسيا.